# عمر بن أحمد بن سميط

صورة لعمر بن سميط على ورقة عملة جزر القمر من فئة 10000 فرنك قمري

عمر بن أحمد بن سميط (1303 - 1396 هـ) مفتي جزر القمر وكبير قضاتها. يعتبر من أبرز الرموز الإسلامية في جزر القمر، ويعد من رواد الحركة الإصلاحية فيها، حيث حمل لواء الإصلاح الديني والاجتماعي والتربوي، ودعا إلى الفهم الصحيح للدين الإسلامي. وتقديرا لجهوده العلمية والاجتماعية وضعت صورته على عملة جزر القمر فئة عشرة الآلاف فرنك.

## نسبه
عمر بن أحمد بن أبي بكر بن عبد الله بن عبد الرحمن بن محمد بن زين بن علوي بن عبد الرحمن بن عبد الله بن محمد سميط بن علي الشنهزي بن عبد الرحمن بابطينة بن أحمد بن علوي بن الفقيه أحمد بن عبد الرحمن بن علوي عم الفقيه المقدم بن محمد صاحب مرباط بن علي خالع قسم بن علوي بن محمد بن علوي بن عبيد الله بن أحمد المهاجر بن عيسى بن محمد النقيب بن علي العريضي بن جعفر الصادق بن محمد الباقر بن علي زين العابدين بن الحسين السبط بن الإمام علي بن أبي طالب، والإمام علي زوج فاطمة بنت محمد ﷺ.
فهو الحفيد 32 لرسول الله محمد ﷺ في سلسلة نسبه.

## مولده ونشأته
ولد في السادس والعشرين من شهر ذي الحجة سنة 1303 هـ ببلدة إتساندرا بالقرب من العاصمة موروني في جزر القمر، كما ولد بها والده أحمد بن أبي بكر بن سميط مفتي وقاضي زنجبار، وجده أبو بكر أول من هاجر إلى جزر القمر من آل سميط، قادما من شبام حضرموت عام 1267 هـ للدعوة ونشر العلم والاتجار. ووالدته القمرية فاطمة بنت المعلم شانزي.
تربى في كنف والدته في أول أمره لكون والده حينها في إسطنبول في ضيافة الأمير فضل باشا، وتلقى تعليمه الأول في الكتّاب ببلدة إتساندرا، ثم طلبه والده إلى زنجبار عندما عاد إلى أفريقيا، وعمره ست سنوات، ونشأ وترعرع بها تحت توجيهات وإشراف والده، ثم أرسله إلى شبام في حضرموت، وعمره ثمان سنوات، ليقيم بين أهله ويستقي ويأخذ من طريقة سلفه. ثم عاد إلى زنجبار فواصل فيها تعليمه عند والده.

## عودته إلى شرق أفريقيا
عاد إلى زنجبار بناءً على طلب سلطانها للعمل في مجال القضاء، ولم يغادر زنجبار إلا بعد قيام الثورة عام 1383 هـ، وغادرها إلى الشحر بحضرموت، وكان ينوي الإقامة بها ولكن نتيجة للأوضاع السياسية آنذاك عاد إلى مسقط رأسه بجزر القمر عام 1384 هـ. وبعد عودته إلى جزر القمر استأنف نشاطاته الدعوية ومسيرته الإصلاحية وأعماله الاجتماعية، وأقام بها مرشدا وداعيا إلى نشر العلوم والدعوة المحمدية متنقلا بين مدنها وقراها، فعيّن أول مفتي لجزر القمر، وشارك في تأسيس عدة جمعيات إسلامية لتطوير العمل الإسلامي التربوي والعلمي والثقافي، وانخرط في العمل الخيري بشكل فاعل، وانتفع به أهلها كثيرا، وقد أسلمت على يديه طوائف وأشخاص كثيرين وهدى الله به بشرا كثيرا، وليست دعوته مقصورة على الوعظ والإرشاد بل أسس وأقام عدد من المشاريع الخيرية، وبنى وأشاد المساجد والمدارس وموارد المياه والخزانات لانقطاع المطر، ولا تزال بصمات عمله وجهده قائمة حتى يومنا هذا.

## زياراته لشبام
ورغم انشغاله وإقامته بتلك المدن إلا أنه لم ينسى البلد التي احتضنته وربته وعلمته شبام، فكان مرة بعد أخرى يقوم بزيارتها لما لها في نفسه من مكانه ولزيارة أضرحة أسلافه وأجداده ومشايخه متتبعا آثارهم، وكان أهالي شبام عند قدومه يستقبلونه استقبالا باهرا ويتدافعون نحوه ويحيطون حوله وكل يتمنى أن يحظى بالتسليم عليه عرفانا وتقديرا لما يحمله من علم، ثم يزفونه بالطبول، وتتقدمهم فرقة الحداة ضاربة الطيران بالأناشيد الترحيبية حتى يصل إلى مقر إقامته.

## شيوخه
تنقل بين مدن حضرموت لطلب العلم والأخذ من علمائها ومن أعيانها، كما أخذ عن علماء زنجبار، منهم:
- والده أحمد بن أبي بكر بن سميط
- طاهر بن عبد الله بن سميط
- عبد الله بن طاهر بن سميط
- عيدروس بن عمر الحبشي
- علي بن محمد الحبشي
- أحمد بن حسن العطاس
- عبد الرحمن بن محمد المشهور
- علي بن عبد الرحمن المشهور
- علوي بن عبد الرحمن المشهور
- علوي بن عبد الله بن شهاب الدين
- عبد الله بن عمر الشاطري
- محمد بن طاهر الحداد
- سالم بن حفيظ بن الشيخ أبي بكر بن سالم
- عبد الله بن محمد باكثير

## تلاميذه
ومن أبرز الآخذين عنه:
- عبد القادر بن أحمد السقاف
- أحمد مشهور بن طه الحداد
- أبو بكر العطاس بن عبد الله الحبشي
- عبد القادر بن عبد الرحمن الجنيد
- محمد بن سعيد البيض
- علي بن أحمد بدوي جمل الليل

## مناصبه
تولى في جزر القمر مناصب عالية وأهمها منصب القضاء، ثم نذر نفسه متفرغا للدعوة ومدرسا لدروس كتاب «فتح المعين»، وكان له حضور كبير، وكان بيته يعج بطلاب العلم فكانت كل أوقاته إما بالأذكار أو مجالس علم أو دروس فقهية في الجامع بجزر القمر.

## مآثره
كان قد أعاد للمسجد في جزر القمر دوره التربوي والاجتماعي، وشارك في إنشاء جمعية أبناء الصفا في إتساندرا، وإخوان الهدى في موروني، وبنى عدة آبار مياه لقلّة المياه الصالحة للشرب في جزيرة القمر الكبرى، وأفتى بعدم استعمال مائها في غير الشرب. وترك آثارا مكتوبة في العلوم الدينية والأدبية منها كتاب «النفحة الشذية من الديار الحضرمية»، وهو بمثابة سيرته الذاتية، كما ألّف كتاب «هديّة الإخوان لشرح عقيدة الإيمان». وله مشاركات في الشعر والخطابة وفتاوى قيمة تتناول النوازل التي شهدها واستفتى عنها في بلاده.

## وفاته
توفي في جزر القمر في يوم الثلاثاء التاسع من شهر صفر سنة 1396 هـ الموافق للعاشر من شهر فبراير سنة 1976 م، ودفن في مسقط رأسه في قبة جده الحبيب أبي بكر بن عبد الله بن سميط. وله ضريح يعج بالزائرين من كل مكان. وإكراما له ولجهوده التي بذلها في نشر الدعوة بجزر القمر أقرت حكومة جزر القمر طبع صورته على عملتها تخليدا له وعرفانا بما يستحقه.

### استشهادات
1. ↑  المشهور، عبد الرحمن بن محمد (1404 هـ). شمس الظهيرة (PDF). جدة، المملكة العربية السعودية: عالم المعرفة. ج. الجزء الثاني. ص. 575. مؤرشف من الأصل (PDF) في 1 مايو 2020. {{استشهاد بكتاب}}: تحقق من التاريخ في: |تاريخ= (مساعدة)
2. ↑  "Habib Umar bin Sumayt". MUWASALA. مؤرشف من الأصل في 2020-06-08.
3. ↑  "حضرموت في لقاء "إنجرامز" و "بن سميط": في زنجبار بشرق أفريقيا 1925م". شبوة برس. مؤرشف من الأصل في 2020-06-08.
4. ↑  المشهور، أبو بكر بن علي. لوامع النور. صنعاء، اليمن: دار المهاجر. ج. الجزء الثاني. ص. 48.
5. ↑  "علماء جزر القمر ودورهم في نشر التعليم العربي الإسلامي وتطويره في الجزر". قراءات إفريقية. مؤرشف من الأصل في 2020-06-08.

## وصلات خارجية
- فرنسا تشهد الحولية السنوية للعلامة المصلح الحبيب عمر بن أحمد بن أبي بكر بن سميط - المكلا الآن.
- مدونة علماء شرق أفريقيا.
- عمر بن أحمد بن أبي بكر بن سميط - معجم البابطين لشعراء العربية في القرنين التاسع عشر والعشرين.